# アタック・ザ・ブロック
『アタック・ザ・ブロック』（Attack the Block）は、ジョー・コーニッシュ監督・脚本による2011年のイギリスのSFアクション映画である。ガイ・フォークス・ナイトのサウス・ロンドンのブロック（マンション）を舞台に、地球侵略にやってきた異星人と戦うストリートギャングを描く内容である。

## あらすじ
ガイ・フォークス・デイの花火が上がり続ける夜、ナースのサム（ジョディ・ウィッテカー）は帰路で少年ギャングたちに絡まれる。金品を奪われている丁度そのとき、空から何かが降ってくる。

## キャスト
※括弧内は日本語吹替
- モーゼス - ジョン・ボイエガ（長崎浩瑛）
- サム - ジョディ・ウィッテカー（佐古真弓）
- ペスト - アレックス・エスメイル（本城雄太郎）
- デニス - フランツ・ドラメー（上村祐翔）
- ジェローム - リーオン・ジョーンズ（今川智将）
- ビックス - サイモン・ハワード（合田悠己）
- ブルース - ルーク・トレッダウェイ（桜塚やっくん）
- ハイハッツ - ジャメイン・ハンター（杉村憲司）
- メイヘム - マイケル・アジャオ（若山詩音）
- プロブス - サミー・ウィリアムズ（安武みゆき）
- ロン - ニック・フロスト（茶風林）

## 公開
イギリスではオプティマム・リリーシングの配給で2011年5月11日に公開された。アメリカ合衆国での配給権はソニー・ピクチャーズ・ワールドワイド・ アクウィジションが購入し、スクリーン ジェムズによって2011年7月29日に公開された。

## 評価
本作は評論家には広く支持された。Rotten Tomatoesでは支持率90%、Metacriticでの加重平均値は75となった。『Cinemablend』のマット・パッチェスは「『アタック・ザ・ブロック』は今年最高のアクション映画になる可能性がある」と述べた。『シカゴ・サンタイムズ』のロジャー・イーバートは4つ星満点中3つ星を与え、キャラクター造形やジョン・ボイエガの演技を支持した。映画監督のクエンティン・タランティーノは2011年のベスト映画のひとつに本作を挙げた。

## 受賞歴
| 賞                                 | 部門                                 | 対象                               | 結果       |
| ---------------------------------- | ------------------------------------ | ---------------------------------- | ---------- |
| 英国アカデミー賞                   | 新人賞                               | ジョー・コーニッシュ（監督・脚本） | ノミネート |
| サターン賞                         | 国際映画賞                           | 『アタック・ザ・ブロック』         | ノミネート |
| 英国インディペンデント映画賞       | ダグラス・ヒコックス賞（新人監督賞） | ジョー・コーニッシュ               | ノミネート |
| 英国インディペンデント映画賞       | ニューカマー賞                       | ジョン・ボイエガ                   | ノミネート |
| ロンドン映画批評家協会賞           | ブレイクスルー英国映画作家賞         | ジョー・コーニッシュ               | ノミネート |
| ロンドン映画批評家協会賞           | 英国若手俳優賞                       | ジョン・ボイエガ                   | ノミネート |
| ニューヨーク映画批評家オンライン賞 | 新人監督賞                           | ジョー・コーニッシュ               | 受賞       |
| オースティン映画批評家協会賞       | 第一回作品賞                         | ジョー・コーニッシュ               | 受賞       |
| オースティン映画批評家協会賞       | 作曲賞                               | スティーヴ・プライス               | 受賞       |